# Гніздо горлиці
«Гніздо́ го́рлиці» (англ. «The Nest of the Turtledove») — український повнометражний фільм про проблему трудової міграції. Режисер стрічки Тарас Ткаченко.
Стрічка вийшла в український широкий прокат 10 листопада 2016 року.

## Сюжет
У головної героїні була чудова родина — коханий чоловік та сонечко-донька. Спочатку чоловік втратив роботу, донька підросла, того заробітку, який вона мала на власній роботі, вкрай не вистачало. Тому, коли хтось із знайомих запропонував поїхати на заробітки до сонячної Італії, поміркувавши, погодилась. І от зараз вона повертається на рідну Буковину. Однак в її очах немає радості, а під грудьми б'ється маленьке серденько, однак вона повертається…

## У ролях
| Актор                | Роль                      |
| -------------------- | ------------------------- |
| Римма Зюбіна         | Дарина                    |
| Віталій Лінецький    | Дмитро                    |
| Олександра Сизоненко | Мирослава                 |
| Микола Боклан        | Юрко                      |
| Наталія Васько       | Галя                      |
| П'єр Фереро          | Коханець Галі             |
| Максим Канюка        | Михайло                   |
| Мауро Чіпріані       | Алесандро                 |
| Сільвія Рубіно       | дружина Алесандро         |
| Ліна Бернарді        | Синьойра Вітторія (Стара) |

## Знімальна команда
- Режисер — Тарас Ткаченко
- Оператор — Олександр Земляний
- Сценарист — Василь Мельник, Тарас Ткаченко
- Композитор — Стефано Лінтіні
- Продюсер — Володимир Філіппов

## Кошторис
У грудні 2012 року фільм виграв 4-й пітчинг Держкіно заробивши 41 бал з необхідних 37. Фільм отримав ₴7.7 млн фінансування від держави, що становило 50% від заявленого загального бюджету у ₴15.4 млн.
Фінальний кошторис фільму склав ₴17,4 млн, з них частка Держкіно була трохи меншою ₴8.2 млн (~47%) а частка приватних продюсерів ₴9.2 млн (₴53%).

## Виробництво
Фільм «Гніздо горлиці» задумувався авторами як творче відеозображення збільшення еміграції з України в останні роки. Партнером фільму у Італії виступила Лігурійська фільмова комісія у Генуї. Початкову версію сценарію до фільму написав чернівецький письменник Василь Мельник. Згодом сценарій багато разів переписувався і режисер стрічки Тарас Ткаченко значиться як співсценарист. Сценарій Мельника був переможцем конкурсу «Коронація слова-2012» у номінації "кіносценарії" й став першим за 16 років з дня заснування конкурсу сценарієм що був екранізований.
Виробництво фільму розпочалося у квітні 2014 року. Не зважаючи на те що вже десь 40% матеріалу, у 2014 році виробництво було призупинено на півтора року, через недофінансування. У період зупинки виробництва фільму загинув виконавець однієї з головних ролей фільму — Віталій Линецький. Через це кінцівка стрічки була повністю змінена.
В Україні фільм знімали здебільшого у селі Виженка, містечку Вижниця, та місті Чернівці, а італійські зйомки пройшли в місті Генуї..

## Реліз та касові збори
У травні 2013 року проєкт фільму було представлено на Каннському кіноринку.
Прем'єра в Україні відбулась 10 листопада 2016 року на 91 екранах. За перший вікенд прокату фільм заробив ₴552 тис. й його подивилось близько 9 тис. глядачів. Загалом, фільм заробив за 6 тижнів прокату ₴1.36 млн.

## Нагороди
Серед нагород фільму:
- 8 червня 2016 року організатори 38-го Московського МКФ повідомили що фільм "Гніздо горлиці" став одним з фільмів який було включено в основну конкурсну програму[26]. 9 червня режисер фільму повідомив що він відмовився брати участь у цьому російському кінофестивалі на знак солідарності з українськими військовими на фронті та з в'язнями Кремля[27].

| Нагороди та номінації фільму «Гніздо горлиці» | Нагороди та номінації фільму «Гніздо горлиці»                           | Нагороди та номінації фільму «Гніздо горлиці» | Нагороди та номінації фільму «Гніздо горлиці» | Нагороди та номінації фільму «Гніздо горлиці» | Нагороди та номінації фільму «Гніздо горлиці» |
| Рік                                           | Кінопремія / Кінофестиваль                                              | Категорія / Нагорода                          | Номінант                                      | Результат                                     | Дж.                                           |
| --------------------------------------------- | ----------------------------------------------------------------------- | --------------------------------------------- | --------------------------------------------- | --------------------------------------------- | --------------------------------------------- |
| 2016                                          | Одеський міжнародний кінофестиваль                                      | Гран-прі                                      | «Гніздо горлиці»                              | Номінація                                     |                                               |
| 2016                                          | Одеський міжнародний кінофестиваль                                      | Найкращий український повнометражний фільм    | «Гніздо горлиці»                              | Перемога                                      |                                               |
| 2016                                          | Міжнародний кінофестиваль в Мумбай (Індія)                              | Приз журі                                     | «Гніздо горлиці»                              | Номінація                                     |                                               |
| 2016                                          | Міжнародний кінофестиваль Мангейм-Гайдельберг                           | Приз екуменічного журі                        | «Гніздо горлиці»                              | Перемога                                      | [ 28 ] [ 29 ]                                 |
| 2016                                          | Міжнародний кінофестиваль Мангейм-Гайдельберг                           | Special Achievement Award                     | Рима Зюбіна                                   | Перемога                                      | [ 28 ] [ 29 ]                                 |
| 2017                                          | Національна кінопремія «Золота дзиґа»                                   | Найкращий фільм                               | «Гніздо горлиці»                              | Перемога                                      | [ 30 ]                                        |
| 2017                                          | Національна кінопремія «Золота дзиґа»                                   | Найкращий режисер                             | Тарас Ткаченко                                | Перемога                                      | [ 30 ]                                        |
| 2017                                          | Національна кінопремія «Золота дзиґа»                                   | Найкращий актор у головній ролі               | Віталій Лінецький (посмертно)                 | Перемога                                      | [ 30 ]                                        |
| 2017                                          | Національна кінопремія «Золота дзиґа»                                   | Найкраща акторка у головній ролі              | Римма Зюбіна                                  | Перемога                                      | [ 30 ]                                        |
| 2017                                          | Національна кінопремія «Золота дзиґа»                                   | Найкращий актор другого плану                 | Микола Боклан                                 | Перемога                                      | [ 30 ]                                        |
| 2017                                          | Національна кінопремія «Золота дзиґа»                                   | Найкраща акторка другого плану                | Наталя Васько                                 | Перемога                                      | [ 30 ]                                        |
| 2017                                          | Національна кінопремія «Золота дзиґа»                                   | Найкращий сценарист                           | Тарас Ткаченко                                | Номінація                                     | [ 30 ]                                        |
| 2017                                          | Національна кінопремія «Золота дзиґа»                                   | Найкращий художник-постановник                | Ігор Філіппов                                 | Номінація                                     | [ 30 ]                                        |
| 2017                                          | Люблінський міжнародний фестиваль авторського незалежного кіно (Польща) | «Спеціальна відзнака» за найкращу режисуру    | Тарас Ткаченко                                | Перемога                                      |                                               |
| 2017                                          | Міжнародний кінофестиваль «Любов — це божевілля» (Болгарія)             | Найкраща акторка                              | Римма Зюбіна                                  | Перемога                                      |                                               |

## Відгуки кінокритиків
Фільм отримав переважно схвальні відгуки від українських кінокритиків.